# Caserne de Lattre-de-Tassigny

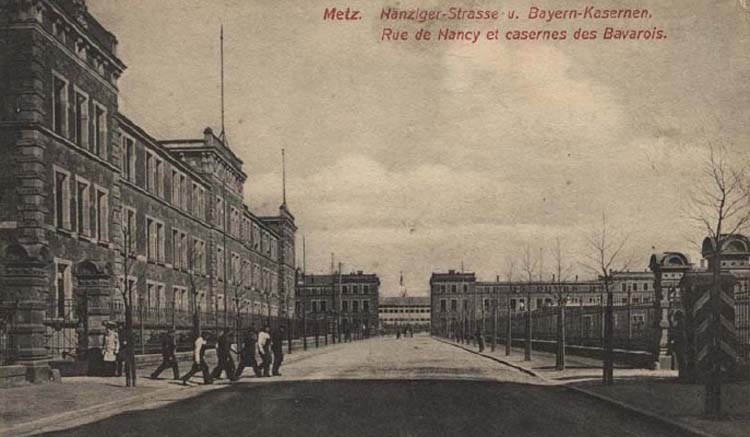
Nanziger-Straße, links mit dem Komplex der Prinz Friedrich Karl-Kaserne – rechts die Bayern-Kaserne (Blick nach Norden)

Die Caserne de Lattre-de-Tassigny ist eine Kaserne in Metz. Sie ist nach dem französischen General Jean de Lattre de Tassigny benannt. Der ursprüngliche Name war: „Prinz Friedrich Karl-Kaserne“, die durch die damalige Nanziger Straße (heute Avenue de Lattre-de-Tassigny) in zwei Teile getrennt und deren östlich gelegener Teil auch „Bayern Kaserne“ genannt wurde, da hier das kgl. bay. 4. Infanterie-Regiment „König Wilhelm von Württemberg“ untergebracht war.

Stadtplan von Metz aus dem Jahre 1905 mit dem Kasernenkomplex im Quadrat B7

## Historisches
Militärisch gesehen war Metz für das Deutsche Reich ein äußerst wichtiger strategischer Punkt, den es nach dem Erwerb zu sichern galt. Die Militärbehörden gingen daher unverzüglich, nachdem Elsaß-Lothringen an Deutschland gefallen war, daran, die Stadt militärisch aufzuwerten. Es wurden große Anstrengungen unternommen, um, neben den Festungswerken, neue Kasernen zu bauen und somit die Garnison zu vergrößern. Die Stärke der ständig hier stationierten Truppen bewegte sich zwischen 15.000 und 20.000 Mann aller Waffengattungen, um dann vor Beginn des Ersten Weltkrieges schließlich auf 25.000 Mann anzuwachsen. Kaiser Wilhelm II. sagte bei einem Besuch anlässlich einer Besichtigung der Bauarbeiten in der Stadt und an den Gürtelforts: 

„Metz und sein Armeekorps stellen einen Stützpfeiler für das preußische Militär in Deutschland dar, dazu bestimmt den Frieden in Deutschland und auch in Europa sicherzustellen.“

## Bau und Lage
Die Gebäude wurden am Ende des 19. Jahrhunderts errichtet um Truppen des neu aufgestellten XVI. Armeekorps aufzunehmen. Die Kaserne wurde durch die Nanzigerstrasse (der heutigen Avenue de Lattre-de-Tassigny) getrennt. Der westliche Teil ist heute die  Caserne de Lattre-de-Tassigny, der östliche Teil als „Collège Barbot“ Teil des „Lycée Georges de la Tour“ der „Académie de Nancy-Metz“.
- → siehe auch:  Bayern Kaserne.

## Nutzung
Bis zum Jahre 1919 lagen deutsche Truppen in der Kaserne, die nach dem Verlust von Elsaß-Lothringen an die französische Armee überging. Während des Zweiten Weltkrieges war die Liegenschaft zwischen 1940 und 1944 von der Wehrmacht genutzt. 1945 erneut von der französischen Armee übernommen, befindet sich hier das IT-Amt (Direction interarmées des réseaux d'infrastructure et des systèmes d'information – DIRISI) der französischen Streitkräfte.
Koordinaten: 49° 6′ 41″ N, 6° 10′ 3″ O